# Bill Tancred
Bill Tancred (eigentlich William Raymond Tancred; * 6. August 1942 in Quetta, Pakistan) ist ein ehemaliger britischer Diskuswerfer und Kugelstoßer.
1966 wurde er für England startend bei den British Empire and Commonwealth Games in Kingston Neunter im Diskuswurf und Achter im Kugelstoßen. Beim Diskuswurf der Europameisterschaften in Belgrad scheiterte er in der Qualifikation. Auch bei den Olympischen Spielen 1968 in Mexiko-Stadt und bei den Europameisterschaften 1969 in Athen kam er im Diskuswurf nicht über die erste Runde hinaus.
Ebenfalls im Diskuswurf gewann er 1970 bei den British Commonwealth Games in Edinburgh Bronze und schied 1972 bei den Olympischen Spielen in München erneut in der Vorrunde aus.
1974 holte er bei den British Commonwealth Games in Christchurch Silber im Diskuswurf und wurde Vierter im Kugelstoßen. Beim Diskuswurf der Europameisterschaften in Rom scheiterte er abermals in der Qualifikation.
Siebenmal wurde er Englischer Meister im Diskuswurf (1966–1970, 1972, 1973) und zweimal Englischer Hallenmeister im Kugelstoßen (1969, 1976).
Sein jüngerer Bruder Pete Tancred war ebenfalls als Diskuswerfer erfolgreich.

## Persönliche Bestleistungen
- Kugelstoßen: 19,43 m, 18. Mai 1974, Shotley Gate
  - Halle: 18,72 m, 26. Februar 1972, Loughborough
- Diskuswurf: 64,94 m, 21. Juli 1974, Loughborough